# Memento (Dead Can Dance)
Pour les articles homonymes, voir Memento.
Albums de Dead Can Dance
Wake
(2003) Anastasis
(2012)
Memento (The Very Best of Dead Can Dance) est un album compilation du groupe Dead Can Dance. L'album est paru le 25 octobre 2005 sur le label Rhino (référence R2 73264).
La compilation est parue peu après la tournée américaine que Dead Can Dance a effectué du 17 septembre au 12 octobre 2005, sans doute pour entretenir et profiter du regain d'actualité autour du groupe, qui s'est reformé pour cette tournée mais ne projette pas de nouvel album.
Comme pour la compilation A Passage in Time qui ciblait aussi le public américain, celle-ci favorise nettement les œuvres produites par Dead Can Dance dans les années postérieures à 1988, soit la période d'inspiration musiques du monde. L'album contient également l'inédit The Lotus Eaters, précédemment inclus dans le coffret 1981-1998 et le double album compilation Wake.

## Morceaux de l'album
1. Nierika
2. The Ubiquitous Mr. Lovegrove
3. Cantara
4. Carnival Is Over
5. Ariadne
6. Enigma of the Absolute
7. Lotus Eaters
8. In the Kingdom of Blind The One Eyed Are Kings
9. Sanvean
10. Yulunga
11. Song of the Sibyl
12. I Can See Now
13. American Dreaming
14. Host of Seraphim
15. How Fortunate the Man With None